# Иорданов, Иван Ефремович
Ива́н Ефре́мович Иорда́нов (род. 7 ноября 1930, Дунаевка, Приазовский район) — советский хозяйственный, государственный и политический деятель.

## Биография
Родился в 1930 году в селе Дунаевка. Член КПСС с 1953 года.
С 1951 года — на хозяйственной, общественной и политической работе. В 1951—1985 гг. — комсомольский работник, в аппарате ЦК КПМ, первый секретарь Теленештского, первый секретарь Оргеевского райкомов КПМ, председатель Государственного комитета Молдавской ССР по кинематографии.
Избирался депутатом Совета Национальностей Верховного Совета СССР 7 созыва от Молдавской ССР (1966—1970), Верховного Совета Молдавской ССР 6-го, 8-го, 9-го и 10-го созывов.
Делегат XXIII съезда КПСС (1966).